# Liste des clochers-murs de la Creuse
Cet article recense les édifices religieux de la Creuse, en France, munis d'un clocher-mur.

## Liste
| Édifice                                            | Commune                   | Notes             | Coordonnées                      | Photo |
| -------------------------------------------------- | ------------------------- | ----------------- | -------------------------------- | ----- |
| Église Saint-Pierre-et-Saint-Paul                  | Beissat                   |                   | 45° 46′ 22″ nord, 2° 16′ 40″ est |       |
| Église Saint-Roch-et-de-l'Assomption-de-Notre-Dame | Clairavaux                | Classé MH (1957)  | 45° 46′ 58″ nord, 2° 10′ 01″ est |       |
| Chapelle du Mas-Laurent                            | Croze                     | Inscrit MH (1932) | 45° 50′ 51″ nord, 2° 10′ 08″ est |       |
| Église Saint-Martial-et-Saint-Blaise               | Croze                     | Inscrit MH (1964) | 45° 49′ 12″ nord, 2° 10′ 10″ est |       |
| Église Saint-Étienne                               | Faux-la-Montagne          | Inscrit MH (1963) | 45° 45′ 01″ nord, 1° 56′ 02″ est |       |
| Église Saint-Jean-Baptiste-Saint-Clair             | Féniers                   |                   | 45° 44′ 58″ nord, 2° 07′ 34″ est |       |
| Église Saint-Jean-Baptiste                         | Malleret                  |                   | 45° 46′ 01″ nord, 2° 19′ 02″ est |       |
| Église Saint-Amand                                 | Saint-Amand               |                   | 45° 58′ 56″ nord, 2° 12′ 29″ est |       |
| Église Saint-Barthélemy                            | Saint-Oradoux-de-Chirouze |                   | 45° 43′ 51″ nord, 2° 19′ 33″ est |       |
| Église Saint-Quentin                               | Saint-Quentin-la-Chabanne | Classé MH (1914)  | 45° 51′ 53″ nord, 2° 09′ 16″ est |       |
| Église Saint-Robert                                | La Villedieu              | Inscrit MH (1963) | 45° 44′ 01″ nord, 1° 53′ 17″ est |       |